# 에릭 호퍼

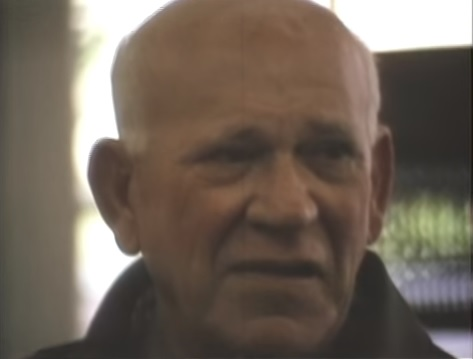

에릭 호퍼(독일어: Eric Hoffer, 1902년 7월 25일 ~ 1983년 5월 21일)는 미국에서 떠돌이 노동자 생활로 평생을 보낸 사회철학자다. 1902년에 미국 뉴욕 브롱크스(Bronx)에서 독일계 이민자의 아들로 태어났다. 18살에 아버지를 잃었고 이 때 로스엔젤레스로 가서 노동자 생활을 하기도 했다. 노동자 생활을 하면서 틈틈이 독서를 하였고 인간에 대한 통찰이 돋보이는 아포리즘식의 글을 쓰기도 했다. 이러한 에릭 호퍼의 글은 미국 사회에서 반향을 일으켰다. 미국 로널드 레이건 대통령 때는 자유훈장이 수여되었다.

## 주요 저서
- 1951 The True Believer: Thoughts On The Nature of Mass Movements (한국어판:맹신자들)
- 1955 The Passionate State of Mind, and Other Aphorisms (한국어판:영혼의 연금술)
- 1963 The Ordeal of Change
- 1967 The Temper of Our Time (한국어판:우리 시대를 살아가며)
- 1969 Working and Thinking on the Waterfront: A Journal, June 1958 to May 1959 (한국어판:부두에서 일하며 사색하며)
- 1971 First Things, Last Things (한국어판:시작과 변화를 바라보며)
- 1973 Reflections on the Human Condition (한국어판:인간의 조건)
- 1976 In Our Time
- 1979 Before the Sabbath
- 1982 Between the Devil and the Dragon: The Best Essays and Aphorisms of Eric Hoffer
- 1983 Truth Imagined (한국어판:길위의 철학자)